# Huaishang
Huaishang (en chino, 淮上; pinyin, Huáishàng, léase Juái-Shang) es un distrito urbano bajo la administración directa de la Prefectura Bengbu en la Provincia de Anhui, República Popular China.  Su área es de 402 km² y su población total para 2010 superó los 145 mil habitantes. 

## Administración
Desde julio de 2023, el  Distrito Huaishang se divide en 6bpueblos que se administran en 1 subdistritos y 5  poblados.